# Ainuzzi
L'Ainuzzi è un formaggio di latte vaccino a pasta filata,   prodotto nella provincia di Agrigento, in particolare nei comuni di Cammarata e San Giovanni Gemini
.
Si tratta di un prodotto tradizionale inserito nella lista dei prodotti agroalimentari tradizionali italiani (P.A.T) del Ministero delle politiche agricole alimentari e forestali (Mipaaf).
L'Ainuzzi ha la caratteristica di riprodurre nella sua forma animali quali daini, cervi o capre.